# Kevin Eastman

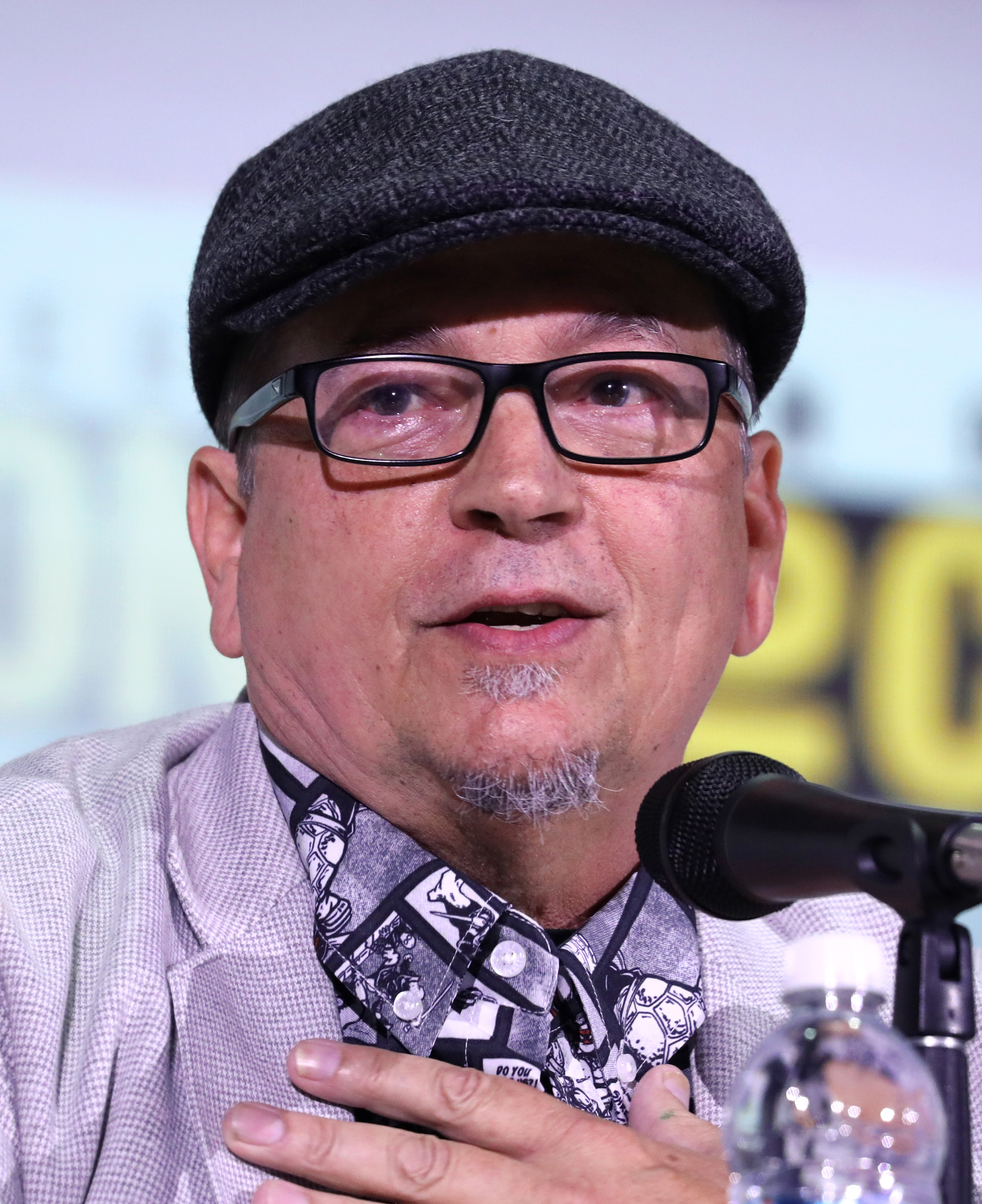
Kevin Eastman (2023)

Kevin Brooks Eastman (* 30. Mai 1962 in Portland, Maine) ist ein US-amerikanischer Comiczeichner. Bekannt wurde er als Co-Produzent (zusammen mit seinem Partner Peter Laird) und Schöpfer der weltweit bekannten Serie Teenage Mutant Ninja Turtles, die in Europa oft auch als Hero Turtles betitelt wurde. Er ist seit 1991 Herausgeber des amerikanischen Science-Fiction- und Fantasy-Comicmagazins Heavy Metal. Bis zum Verkauf 2014 an den Musikmanager David Boxenbaum und den Filmproduzenten Jeff Krelitz war er auch Besitzer des Magazins.
Eastman war von 1995 bis 2008 mit der aus B-Movies und Erotikfilmen bekannten Schauspielerin Julie Strain verheiratet und hat mit ihr einen Sohn namens Shane (* 2007). Eastman selbst wirkte an der Seite seiner Frau in einigen Filmen als Darsteller und Produzent mit. Als Drehbuchautor war er an der Comicverfilmung Heavy Metal: F.A.K.K.² (2000) beteiligt.
Am 1. Juni 2000 gab Eastman seine letzten Besitzrechte an den Teenage Mutant Ninja Turtles an seinen früheren Partner Peter Laird und die Mirage Group ab. Von da bezog er lediglich weiterhin einen winzigen Anteil des Vermarktungsgewinns durch die Turtles, doch schon am 1. März 2008 wurde er endgültig und komplett aus allen Rechten ausgekauft. Mit der Neuauflage der Comicserie durch IDW Publishing im Jahr 2011 kehrte Kevin Eastman ins schöpferische TMNT-Team zurück und beteiligt sich auch direkt am Skript- und Grafikdesign der dort verlegten Comicreihe.
Momentan lebt er zusammen mit seiner zweiten Frau und seinem Sohn in den Hollywood Hills.